# Hanne Desmet
Hanne Desmet (Wilrijk, 26 ottobre 1996) è una pattinatrice di short track belga.

## Biografia
È nata a Wilrijk un distretto della città Anversa. Gareggia per l'Ice Racing Team Antarctica ed è allenata da Jeroen Otter e dal commissario tecnico della nazionale belga Pieter Gysel.
Anche suo fratello minore Stijn Desmet, è pattinatore di short track a livello internazionale.
Ai campionati europei di Dordrecht 2019 ha vinto la medaglia d'argento nei 3.000 metri, concludendo alle spalle dell'olandese Suzanne Schulting.
Ai Mondiali di Dordrecht 2021 ha guadagnato l'argento nei 1000 m, sempre alle spalle di Suzanne Schulting.
Ha rappresentato il Belgio ai Giochi olimpici invernali di Pechino 2022, ha vinto la medaglia di bronzo nei 1000 m. Ha raggiunto la finale anche nei 500 m e 1500 m, classificandosi rispettivamente 5ª e 4ª. Al termine della rassegna, è stata portabandiera della propria nazionale alla cerimonia di chiusura.
Agli europei di Danzica 2023 ha ottenuto il titolo continentale nei 1000 m, superando Suzanne Schulting e l'ungherese Petra Jászapáti. Ha inoltre vinto l'argento nei 1500 m, dove è stato preceduta sul podio da Suzanne Schulting e nella staffetta mista 2000 m, con i compagni Tineke den Dulk, Stijn Desmet, Ward Pétré, Alexandra Danneel e Adriaan Dewagtere. Nel 2025 vince l'oro nei 1000 metri ai mondiali di Pechino.

## Palmarès
- Giochi olimpici

Pechino 2022: bronzo nei 1000 m
- Mondiali

Dordrecht 2021: argento nei 1000 m;
Pechino 2025: oro nei 1000 m;
- Europei

Dordrecht 2019: argento nei 3.000 m;
Danzica 2023: oro nei 1000 m; argento nei 1500 m; argento nella staffetta 2000 m mista;
Danzica 2024: oro nei 1000 m; bronzo nei 500 m e nella staffetta 2000 m mista;